# Pembroke (Carolina del Nord)
Pembroke è una città degli Stati Uniti d'America situata nella Carolina del Nord, nella Contea di Robeson.